# Альтена (остров)
Альтена (нидерл. Land van Altena) — остров в дельте Рейна в провинции Северный Брабант, Нидерланды. Ограничен рукавами Афгедамде-Маас, Бовен-Мерведе и Ньиве-Мерведе севера и рукавом Бергсе-Маас с юга.
На территории острова расположены населенные пункты Веркендам (крупнейший на острове), Ваудрихем (исторический центр острова) и Вейк-ен-Албург. С 2019 года на острове образована одноимённая община. 
Западная часть острова входит в состав национального парка Де Бисбос.